# 覚林寺

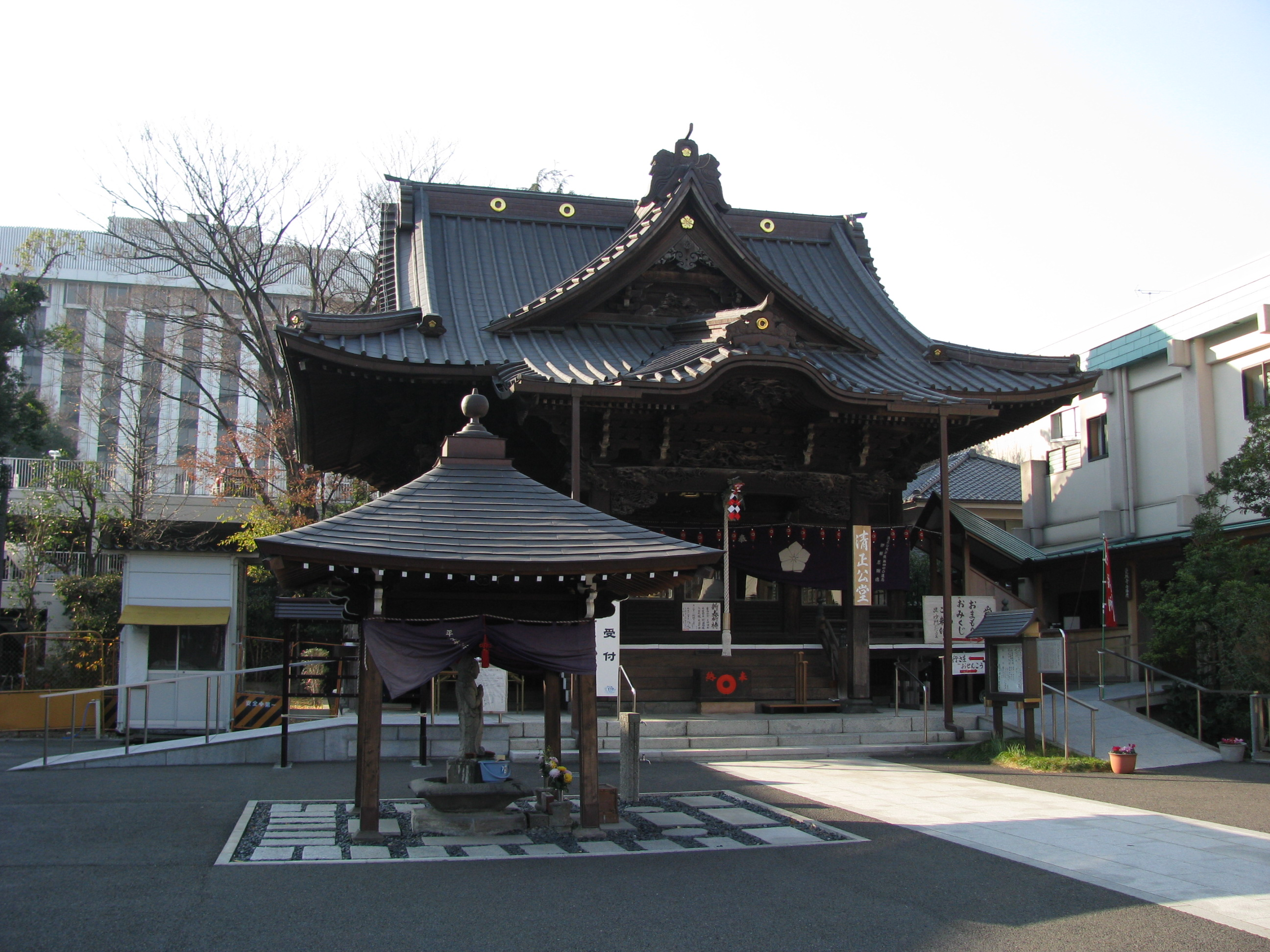
清正公堂

覚林寺（かくりんじ）は、東京都港区白金台一丁目にある、日蓮宗の寺院。山号は最正山。加藤清正の位牌や像が祀られていることから清正公（せいしょうこう）と通称される。付近の住民からは「清正公さま」と呼ばれ、勝負祈願の寺として信仰を集めている。旧本山は大本山誕生寺。潮師法縁。

## 歴史
この地はかつて肥後熊本藩主細川家の中屋敷であった。寛永8年（1631年）、誕生寺18世可観院日延の隠居寺として開山。日延は李氏朝鮮第14代国王宣祖の長男、臨海君の子であり、文禄・慶長の役の際に清正によって日本へ連れてこられた人物であった。
弘化2年（1845年）、火災により全焼。現在の山門は安政3年（1856年）に、清正公堂の拝殿・幣殿は慶応元年（1865年）に再建されたものである。
江戸最初の七福神巡りとされる元祖山手七福神の一つ、毘沙門天を祀る寺でもある。

## 行事
- 毎年5月4日・5日 - 清正公大祭。清正公像が開帳され、菖蒲の入った勝守りが授けられる。また、境内や山門周辺に加えて天神坂にも多くの露店が並び、賑わいを見せる。

## 文化財
- 清正公堂および山門 - 港区指定有形文化財（建造物）
清正公堂は本殿・拝殿・幣殿を一体化した権現造の建造物である。

## 所在地
東京都港区白金台一丁目1番47号
桜田通り（国道1号）の拡張に伴い、通りから1.5m位、下がった場所に位置せざるを得ない状況が長く続いた。しかしながら2005年盛り土をして道路と同じ高さに寺院そのものを移す作業を行った。このとき本堂は解体・組み立てを行わず建物そのものをジャッキアップして移した。

## 交通アクセス
- 白金高輪駅または白金台駅（ともに地下鉄 南北線・都営三田線）下車徒歩5分。
白金高輪駅と白金台駅との間（白金高輪より）に位置する。白金高輪駅は開業前の仮称では「清正公前駅」であった。

## その他
- 清正公前交差点 - 覚林寺に近接する桜田通りと目黒通りの交差点（三差路）。目黒通りの起点でもある。
- 現在の江東区木場に生まれるも本籍が白金にあった蜷川虎三（京都大学教授、京都府知事）は、「三」男であり本籍白金の覚林寺（清正公）ゆかり加藤清正の「虎」退治にあやかって命名された[1]。